# Viola banksii
Viola banksii là một thành viên thuộc chi Hoa tím, là loài bản địa của khu vực phía đông và đông nam châu Úc. Trước đây, V. banksii được cho là Viola hederacea, tuy nhiên vào năm 2004, nó mới được đổi tên thành Viola banksii bởi Kevin Thiele.

## Bị nhầm lẫn
Loài này được Joseph Banks và Daniel Solander tìm thấy vào năm 1770, nhưng mẫu vật của nó đã bị mất hoặc không được gửi đến những phòng trưng bày, cho đến khi người ta phát hiện một bộ sưu tập khác của Jacques Labillardière ở bang Tasmania. Thiele phát hiện ra rằng, mẫu vật nguyên thủy của V. hederacea được thu thập bởi Labillardière không khỏe mạnh và sặc sỡ như những giống được thu thập và bày bán sau này. Vì vậy, Thiele đã đặt tên cho giống mới tìm được sau này, có nguồn gốc từ bờ biển New South Wales là Viola banksii.

## Mô tả
V. banksii là một cây thân thảo, lan rộng bằng cách vươn dài các đốt ở rễ. Lá có hình thận và màu xanh lá tươi sáng, rộng khoảng 15 – 25 mm. Hoa có màu trắng tím, thường nở vào các tháng ấm trong năm, mọc trên thân cao 10 – 15 cm. Ở những nơi có bóng râm và ẩm ướt, V banksii phát triển khá dày đặc, nhưng sẽ mau úa nếu nhận nhiều ánh nắng mặt trời. Một giống của V. banksii có tên gọi là "White Glory" có hoa màu trắng với hương thơm nhẹ.
V. banksii được trồng khắp các khu vườn ở phía đông của Úc, tạo một thảm lá xanh mát. Tuy nhiên, V. banksii đang có nguy cơ bị đe dọa ở một vài khu vực, cụ thể là núi Donna Buang của thành phố Melbourne.

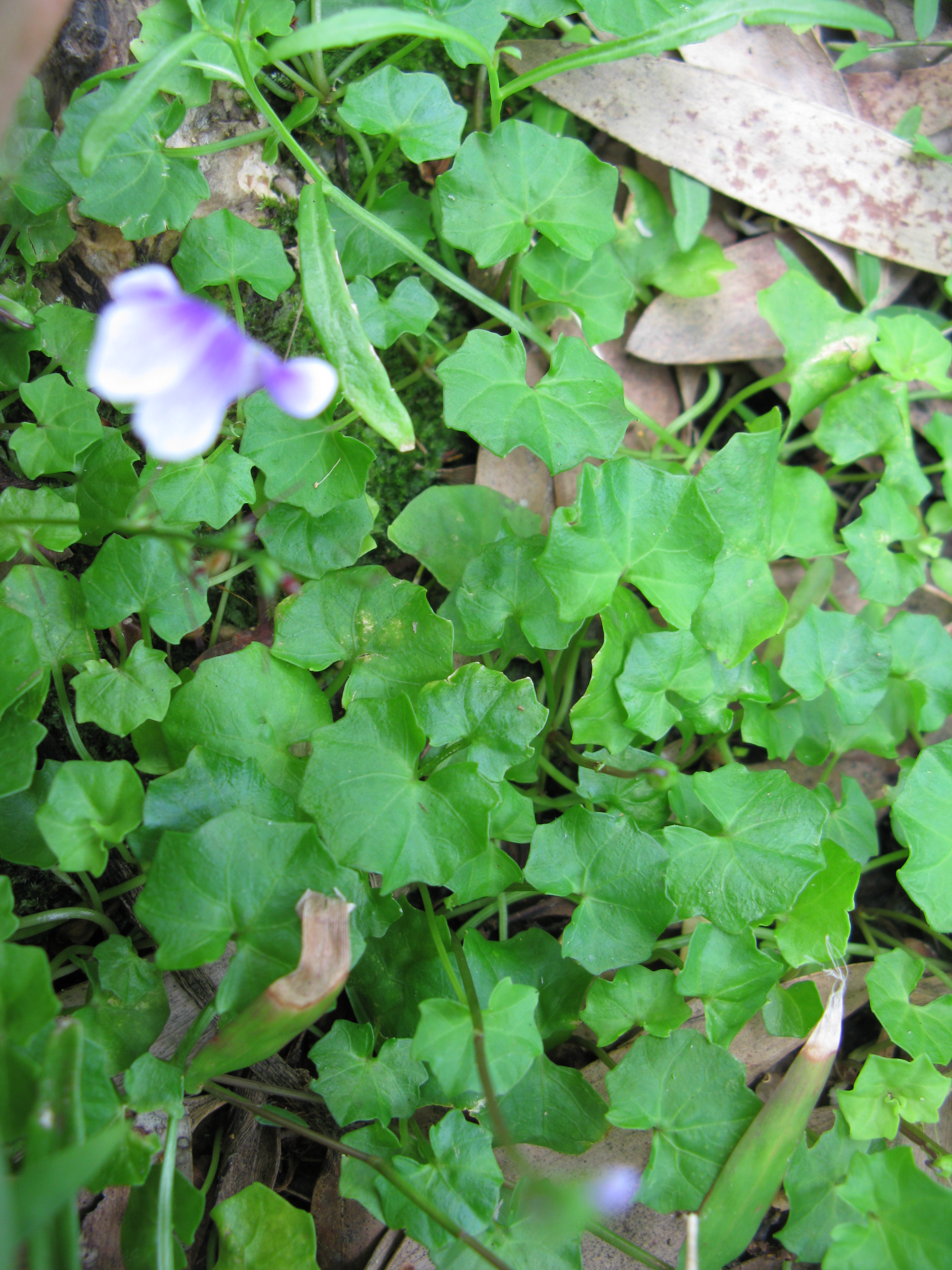
Lá của V. banksii